# ベクスヒル＝オン＝シー
ベクスヒル＝オン＝シー (Bexhill-on-Sea) は、イングランドのイースト・サセックスにあるタウン。

## 歴史

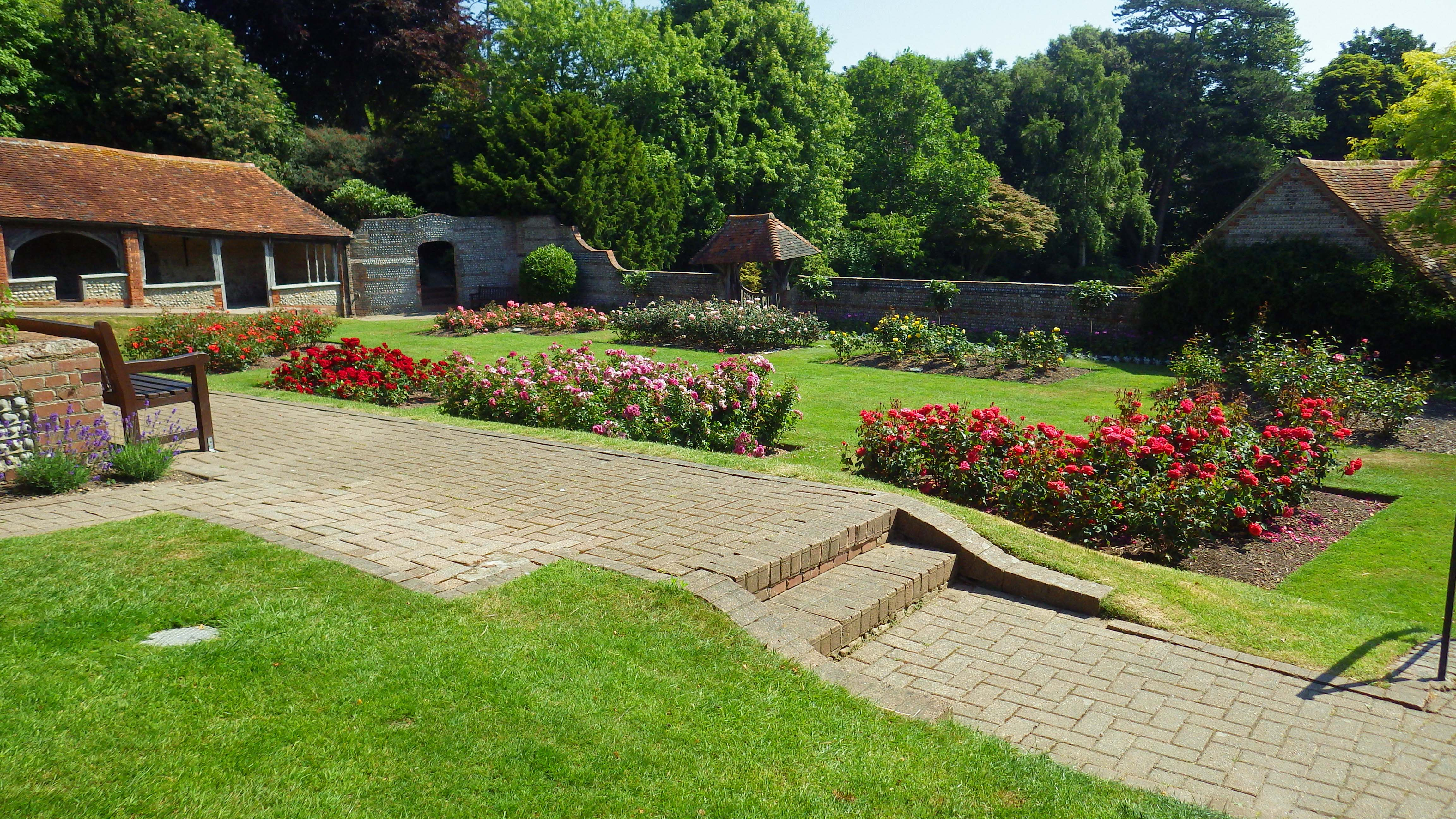
旧市街にあるかつての荘園

ベクスヒルの名が歴史上初めて登場するのは772年にマーシア王オファが与えた勅許状である。そこには771年に王がヘイスティングスの人々を倒したと記録されており、この勅許状を通じてベクスヒルに教会が設立された。なお、当時のヘイスティングスには町だけでなくその周辺地域も含まれていたと考えられている。
1066年のノルマン・コンクエストの際、ベクスヒルは大きく破壊された。1086年に実施された調査では、征服前には20ポンドの価値があった荘園が破壊され、その価値が下落したと記されている。

### 荘園の開発・発展
この地を征服したウィリアム1世は、ヘイスティングスとベクスヒルの荘園をユー伯爵ロバートに与えた。1148年にはロバートの孫であるユー伯爵ジョンが荘園をチチェスター司教に返還し、おそらくこの時期に初めて荘園内の建物が建設された。1250年ごろ、チチェスター司教聖リチャードによって現代に残る庭園が建設された。また、現地にあるセント・リチャード・カトリック・カレッジの設立はこの司教の業績であると言われている。敷地の東端にある大邸宅は司教が保有しており、司教区東部の視察や司教の旅行の際などに利用されていた。なお当時、チチェスター司教とバトル・アビー修道院長との間では、しばしば土地の所有権をめぐって争いが繰り広げられていた。その後、1276年にはベクスヒルの大部分が狩猟用地となり、1447年にはアダム・ド・モリーンズ司教が大邸宅を要塞化する許可を得た。
1561年、エリザベス1世がベクスヒル荘園を取得し、3年後にドーセット伯トーマス・サックヴィル卿に譲渡した。その後は19世紀半ばまでドーセット伯爵家（後に公爵家）がベクスヒルを所有していた。
1804年には、ドイツ王国軍の兵士たちがベクスヒルの兵舎に駐屯していた。彼らはハノーヴァー人であり、ナポレオン率いるフランス軍から逃げてきたのである。ハノーヴァー選帝侯でもあったジョージ3世は彼らを歓迎し、彼らもイギリス軍と共にフランスと戦った。当時、南東海岸沿いには防御用の塔が建てられており、ベクスヒルの近くにも建てられた。ドイツ王国軍の兵士たちは1814年にこの地を出発し、翌年のワーテルローの戦いにも参加した。ただ、地元の人々はフランスとの密輸を積極的に行っていた。

### デ・ラ・ウェア伯爵家による開発
1813年にはドーセット公爵家のエリザベスが5代目デ・ラ・ウェア伯爵と結婚し、1865年にドーセット公爵家の男系が絶えた際にはデ・ラ・ウェア伯爵とその妻エリザベスがベクスヒルを相続した。
田舎の小さな村だったベクスヒルを海辺の高級リゾート地に変えようと考えたのは、7代目デ・ラ・ウェア伯だった。彼は建築家のジョン・ウェッブと契約して最初の防波堤を建設し、デ・ラ・ウェア・パレードを整備した。ウェッブは仕事の報酬の一部として、シーロードからポールグローブまでの、鉄道南側の土地をすべて与えられた。1890年にオープンしたサックビル・ホテルは、第7代デ・ラ・ウェア伯爵のために建てられたもので、当初は彼の家族が使用するための家も併設されていた。1891年、長男のカンテループ子爵は、ベクスヒル近郊のノルマンハースト・コートのトーマス卿と故アニー夫人ブラッシーの娘、ミュリエル・ブラッシーと結婚した。荘園は全面的に改装され、カンテループ卿とレディー・カンテループは、荘園の領主と領主夫人として優雅に暮らすことができるようになった。最後に、7代目デ・ラ・ウェア伯は、ベクスヒルの領地の管理権をカンテループ子爵に譲渡した。
8代目デ・ラ・ウェア伯となったカンテループ子爵は、エンターテイメントとリラクゼーションのための施設、クルサールの建設計画を立てた。また、デ・ラ・ウェア・パレードの東端にサイクルシャレーを備えた自転車競技場を建設した。これらの設備は、新しいリゾート地をアピールするためのものだった。また、健康に良いという評判を聞きつけた多くのインデペンデント・スクールが数多く立地するようになった。ベクスヒルに鉄道が開通した1846年、最初の駅舎は、現在セインズベリー駐車場となっている場所にあり、丘の上にある村からは少し離れていた。1891年、リゾート地の成長に合わせて新しい駅舎が建設された。1902年には現駅舎が開業し、クロウハースト線のためにベクスヒル・ウェスト駅も開業した。
1902年は、ベクスヒルがバラに昇格した年でもあった。ベクスヒルが法人化されたのはサセックスのタウンの中で最後であったが、英国王室からの勅許状が初めて自動車で配達されたタウンでもあった。同年5月には、バラ昇格とリゾートの宣伝を兼ねた国内初のカーレースがデ・ラ・ウェア・パレードで開催された。
同じ時期、ベクスヒルの町中では8代目デ・ラ・ウェア伯の離婚騒動で持ちきりだった。妻のミュリエルは夫の不倫と育児放棄を理由に訴訟を起こし、3人の親権獲得と離婚が認められた。その後彼女は子供のマイラ、エイビス、ハーブランドとともに、実家のブラッシー伯爵のもとに戻って暮らした。8代目デ・ラ・ウェア伯は再婚したが、再び不倫で離婚した。また、経済的な問題もたびたび発生し、世間を騒がせた。1914年に第一次世界大戦が始まると、伯爵は英国海軍の任務を買って出たが、翌年イタリアのメッシーナで熱病にかかり死去した。
8代目デ・ラ・ウェア伯の死後、息子のハーブランドが9代目デ・ラ・ウェア伯となった。彼は1935年に開業したデ・ラ・ウェア・パビリオンの建設で知られており、社会主義者として初めてベクスヒル市長に就任した。彼は1976年に死亡した。

### 戦後の衰退
第二次世界大戦が始まると、イギリス海峡に面したベクスヒルには度重なる爆撃が行われ、多くの学校が疎開を行なった。多くの学校は戦後になって再びベクスヒルに移転してきたが、学校数は徐々に減少していった。また多くの学校が植民地政府や海外に駐留する軍属の子女を対象としていたため、大英帝国の崩壊と1947年のインド独立によって学校数の減少は加速した。

## 出身人物
- ヒュー・ウィリアムズ (俳優)
- ルース・ギップス